# Prisma hexagonal aumentado
Em geometria, o prisma hexagonal aumentado é um dos sólidos de Johnson (J54). Como o nome sugere, pode ser construído aumentando-se um prisma hexagonal ao juntar-se uma pirâmide quadrada (J1) a uma de suas faces.